# Myron (rzeźbiarz)

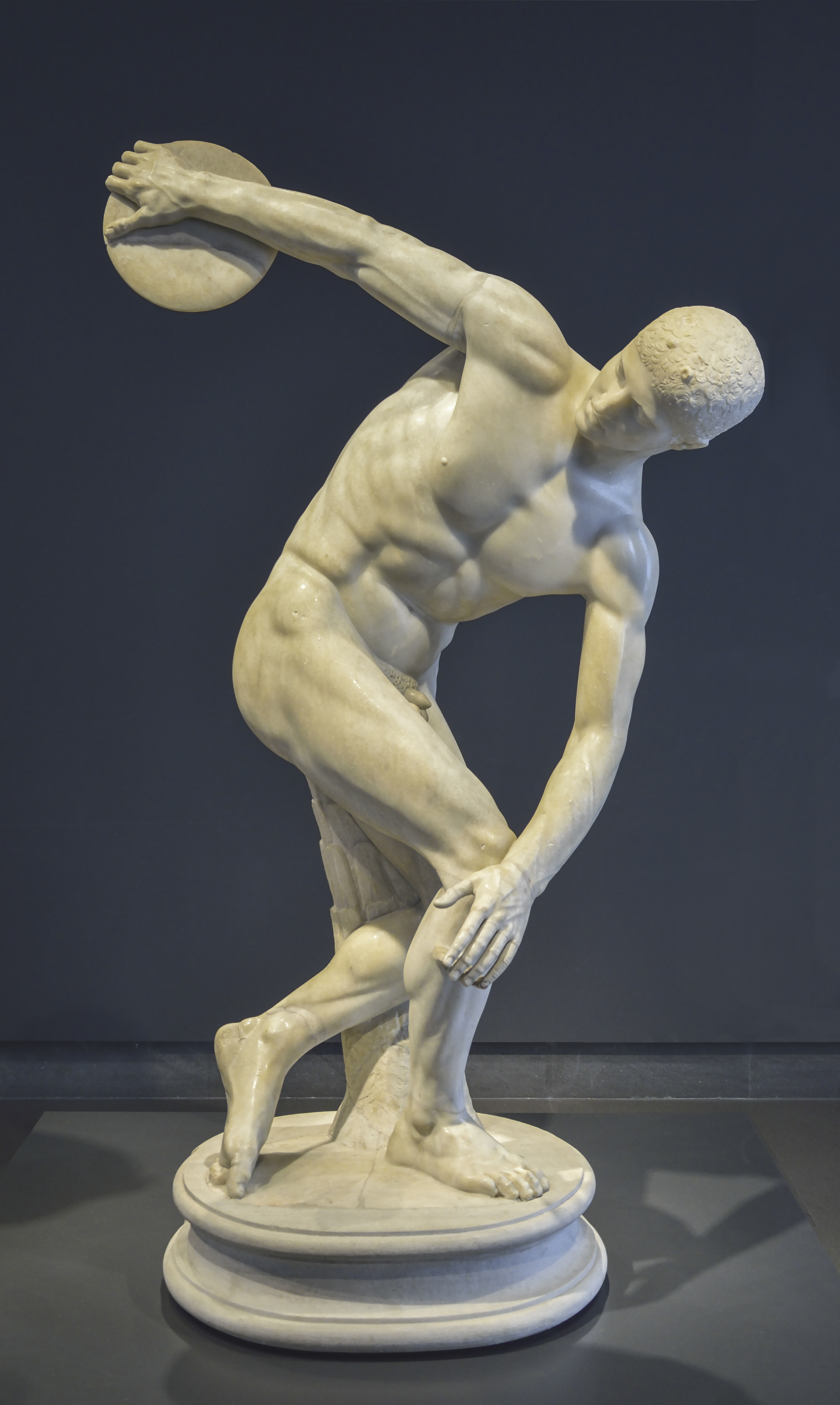
Rzymska kopia Dyskobola z Muzeum Narodowego w Rzymie

Myron – jeden z najwybitniejszych rzeźbiarzy greckich, tworzący w latach 480-445 p.n.e.
Był obywatelem Aten, mimo że urodził się w Eleuteraj (Beocja). Rzeźby i sztuki odlewu uczył się u Hageladesa. Do dziś zachowały się w postaci rzymskich kopii dwa dzieła Myrona: Dyskobol oraz Atena i Marsjasz, o pozostałych wiemy dzięki przekazom poetów starożytności. Jego dzieła były ozdobą nie tylko ulic ateńskich, lecz także wzbudzały ogromny podziw poza Atenami.
Myron był mistrzem rzeźby realistycznej, dynamicznej i perfekcyjnej technicznie.
Najczęściej przedstawiał postacie bogów greckich (Zeus, Atena i Herakles w Herajonie), herosów, ale także atletów (oprócz słynnego dyskobola wiemy o posągu Ladasa) – każdy z tych tematów pozwalał na ukazanie aktu męskiego.
Słynne były również Myrona wizerunki zwierząt, zachwyt wzbudzała Jałówka na Akropolu.